# Sur place (film)
Pour plus de détails, voir Fiche technique et Distribution.
Sur place est un court métrage français réalisé par Justine Triet et sorti en 2007.

## Synopsis
Les scènes de violence à Paris lors du Mouvement contre le contrat première embauche de 2006.

## Fiche technique
(Sources : film-documentaire et Imdb)
- Titre original : Sur place
- Réalisation : Justine Triet
- Scénario : Justine Triet
- Photographie : Justine Triet, Thomas Lévy-Lasne, Aurélien Bellanger et Cédric Sartore
- Son : Justine Triet et Antoine Clémot
- Montage : Justine Triet et Cédric Sartore
- Société de production : Zadig Productions
- Pays de production :  France
- Genre : documentaire
- Durée : 30 minutes
- Date de sortie : France - 13 avril 2007[1]

## Distinctions

### Récompenses
- Mention spéciale - Prix du patrimoine au Festival du cinéma de Brive 2007

### Sélections
- Festival Côté court de Pantin 2008
- Festival international de programmes audiovisuels documentaires de Biarritz 2011
- Festival Doc en courts 2011